# 75 Livingston Street
75 Livingston Street, también conocido como Court Chambers Building, o Brooklyn Chamber of Commerce Building, es una torre cooperativa residencial de 30 pisos de 105 metros de altura ubicada en Downtown Brooklyn, Nueva York (Estados Unidos).

## Descripción
El edificio fue diseñado por el arquitecto Abraham J. Simberg y construido en 1926. Iba a tener un comedor en la terraza del piso 25 y una altura de 131 m.
En un principio, la estructura se llamó Court-Livingston, debido a su dirección alternativa 66 Court Street. Originalmente construido como una torre de oficinas, el edificio se convirtió en apartamentos cooperativos en 1981. En 2010,  se incluyó en el  Distrito Histórico de Rascacielos del Borough Hall, que lo marcaría, así como varios de los edificios circundantes.
Esta inclusión vino con desacuerdos de muchos residentes del edificio que afirmaron que, no solo la arquitectura del edificio no era lo suficientemente significativa como para merecer el estatus de hito, sino que también argumentaron que el estatus sería económicamente adverso para quienes vivían en el edificio. Sin embargo, a pesar de sus afirmaciones, el edificio se incluyó en el Distrito Histórico y se marcó en 2011.